# Omnium Gatherum
Gli Omnium Gatherum sono un gruppo musicale melodic death metal finlandese formatosi nel 1996 a Kotka.

## Formazione

### Formazione attuale

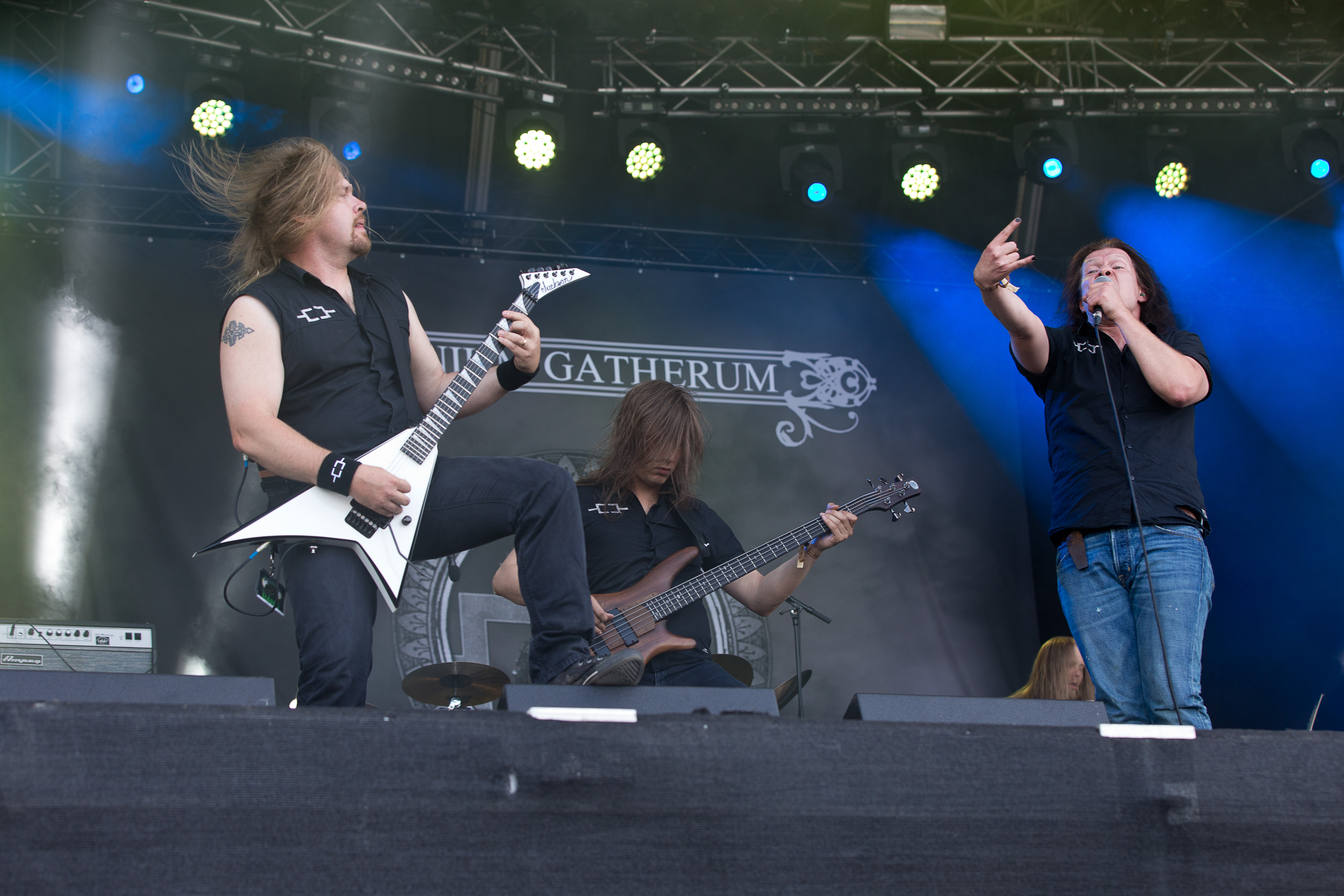
Il gruppo durante l'esibizione al Rockharz Open Air 2016

- Jukka Pelkonen – voce 2006–presente
- Markus Vanhala – chitarra 1996–presente (Insomnium)
- Nick Cordle - chitarra 2020-presente
- Aapo Koivisto – tastiere 2005–presente
- Erkki Silvennoinen – basso 2012-presente
- Jarmo Pikka – batteria 1999–presente

### Ex componenti
- Olli Lappalainen – voce 1996–2000
- Antti Filppu – voce 2000–2006
- Olli Lappalainen – chitarra 1996-1997
- Harri Pikka – chitarra 1997–2010
- Olli Mikkonen – basso 1996–1997
- Jari Kuusisto – basso 1997–1998
- Janne Markkanen – basso 1998–2007
- Eerik Purdon – basso 2007-2008
- Toni "Tsygä" Mäki – basso 2009–2012
- Mikko Nykänen – tastiere 1996–1999
- Tomi Pekkola – tastiere 1999–2001
- Mikko Pennanen – tastiere 2001–2003
- Jukka Perälä – tastiere 2003–2005
- Ville Salonen – batteria 1996–1999
- Joonas "Jope" Koto – chitarra 2011-2020

## Discografia
- 2003 - Spirits and August Light
- 2004 - Years in Waste
- 2007 - Stuck Here on Snakes Way
- 2008 - The Redshift
- 2011 - New World Shadows
- 2013 - Beyond
- 2016 - Grey Heavens
- 2018 - The Burning Cold
- 2021 - Origins